# Калдиргоч (цирковая труппа)
«Калдиргоч» (узб. ласточка) — образцовая цирковая труппа, основанная Дарвишбеком Рахмоновым в 1981 году, расположена в городе Янгиюль Ташкентской области Узбекистана.

## История
Цирковая труппа «Калдиргоч» (Ласточка) (узб. «Қалдирғоч» цирк труппаси) основана в 1981 году при отделе культуры Янгиюльского района Ташкентской области Дарвишбеком Рахмоновым. Цирковая труппа «Калдиргоч» стала лауреатом Всесоюзных конкурсов, лауреатом премии Ленинского комсомола Ташкентской области, на республиканских смотрах-конкурсах четыре раза завоевала первое место, два раза заняла второе место. Художественный руководитель цирковой труппы Дарвишбек Рахмонов создатель многочисленных оригинальных цирковых постановок, в цирковой труппе были воспитаны десятки учеников. Бывшие воспитанники цирковой труппы «Калдиргоч» Туйчи Таджибаев (Туйчи Хан), Зухра Парпиева (Таджибаева), Азамат Махкамов, Бахтияр Таджибаев, К. Жабборова, Анвар Сатаров, Александр Сорокин и многие другие успешно выступают со своими номерами на большой арене в профессиональных цирках многих стран мира.
По Указу президента Узбекистана от 26 августа 2002 года художественный руководитель цирковой труппы «Калдиргоч» Дарвишбек Рахмонов был награждён медалью «Шухрат» (Слава) за большой вклад в развитие искусства и культуры Узбекистана.

## Цирковаядинастия
Дети Дарвишбека Рахмонова Хуршид, Хулкарой, Умид, Мухсина работают в цирковой труппе «Калдиргоч». Сын Умид в 5-тилетнем возрасте был самым юным эквилибристом в мире, в 6 лет он стал победителем Республиканского телевизионного конкурса. Рахмоновы являются цирковой династией Узбекистана.

## Награды
- Медаль «Шухрат»
- Лауреат Всесоюзных конкурсов
- 1986 году Лауреат премии Ленинского комсомола Ташкентской области
- На республиканских смотрах-конкурсах четыре раза завоевала первое место, два раза заняла второе место.